# Massimiliano del Liechtenstein (1641-1709)
Massimiliano del Liechtenstein (nome completo in tedesco Maximilian Jakob Moritz, noto anche come Massimiliano II; Wilfersdorf, 25 o 26 luglio 1641 – Český Krumlov, 21 aprile 1709) è stato un principe austriaco.

## Biografia
Il principe Massimiliano nacque nel 1641, primo tra i figli di Hartmann III e di Sidonia Elisabetta di Salm-Reifferscheidt.
Il 10 dicembre 1658 divenne ciambellano imperiale di Leopoldo I. Nel 1686 ereditò le proprietà del padre defunto, e dopo la propria morte passarono alla linea del fratello Antonio Floriano.
Morì nel 1709 a 67 anni presso Český Krumlov e fu tumulato a Moravský Krumlov, dove in vita impiegò un piccolo ensemble.

## Discendenza
Massimiliano del Liechtenstein e la prima moglie Giovanna Beatrice del Liechtenstein ebbero due figlie:
- Principessa Luisa Giuseppa Francesca (13 febbraio o 20 marzo 1670 - Graz, 29 agosto o settembre 1736), il 3 aprile 1691 sposò Franz Wilhlem II von Hohenems (1654-1691).[7][8] Nel 1692 sposò in seconde nozze il conte Jakob Ernst Leslie (1669-1737). Ebbe un figlio dal primo marito e due figli dal secondo:[9]
  - Conte Franz Wilhelm III Maximilian (Grafenegg, 28 marzo 1692 - Graz, 6 novembre 1759), ebbe nove figli con la moglie Maria Walburga Rebekka von Wagensperg (1720-1768);[10]
  - Conte Joseph Patrick Sigismund (8 ottobre 1694 - 16 giugno 1732), con la moglie Maria Eleonore von Eggenberg (1694-1774) ebbe una figlia;[11]
  - Conte Karl Kajetan (11 agosto 1696 - 20 giugno 1761), con la moglie Maria Theresia von Eggenberg (1695-1774) ebbe cinque figli.[12]
- Principessa Massimiliana Beatrice (2 gennaio 1671 o 14 gennaio 1672 - 10 dicembre 1717), si sposò nel 1690 col conte Johann Sigismund von Rottal (?-1717).[8] Ebbero una figlia:[13]
  - Contessa Maria Antonia (gennaio 1703 - Litschau, 30 novembre 1761), assieme al marito Johann Anton von Kuefstein (1689-1740) ebbe quattro figli.[14]

Con la seconda moglie Eleonora Margherita di Schleswig-Holstein-Sonderburg-Wiesenburg ebbe due figli e una figlia:
- Principe Carlo Ludovico (25 maggio 1675 - 1679);
- Un figlio (deceduto nel 1676);
- Principessa Maria Giovanna Anna (8 marzo 1686 - 1690).

Con la terza moglie Maria Elisabetta del Liechtenstein ebbe due figlie e due figli:
- Principessa Maria Carlotta Felicita (12 luglio 1704 - 1754), il 3 aprile 1725 sposò il conte Franz von Gilleis (1700-1757);[15]
- Principessa Maria Giuseppa Teresa (2 dicembre 1706 - 23 gennaio o 13 febbraio 1723);[8]
- Principe Carlo Giuseppe Antonio Giovanni Adamo (25 dicembre 1707 - 6 luglio 1708);
- Principe Massimiliano III Antonio Giovanni Adamo (13 aprile 1709 - 4 marzo 1711).

## Ascendenza
|                                               |                                |                                           | Genitori                           |  |  | Nonni |  |  | Bisnonni                      |  |  | Trisnonni                          |  |
|                                               |                                |                                           |                                    |  |  |       |  |  | Hartmann II del Liechtenstein |  |  | Georg Hartmann I von Liechtenstein |  |
|                                               |                                |                                           |                                    |  |  |       |  |  | Hartmann II del Liechtenstein |  |  | Georg Hartmann I von Liechtenstein |  |
|                                               |                                | Susanna von Liechtenstein                 |                                    |  |  |       |  |  | Hartmann II del Liechtenstein |  |  |                                    |  |
| Gundacaro del Liechtenstein                   |                                |                                           |                                    |  |  |       |  |  | Hartmann II del Liechtenstein |  |  |                                    |  |
|                                               |                                | Anna Maria di Ortenburg                   | Karl I von Ortenburg               |  |  |       |  |  |                               |  |  |                                    |  |
|                                               |                                | Anna Maria di Ortenburg                   | Karl I von Ortenburg               |  |  |       |  |  |                               |  |  |                                    |  |
|                                               |                                | Anna Maria di Ortenburg                   | Maximiliana von Fraunberg zum Haag |  |  |       |  |  |                               |  |  |                                    |  |
| Hartmann III del Liechtenstein                |                                | Anna Maria di Ortenburg                   |                                    |  |  |       |  |  |                               |  |  |                                    |  |
|                                               |                                | Enno III della Frisia orientale           | Edzardo II della Frisia orientale  |  |  |       |  |  |                               |  |  |                                    |  |
|                                               |                                | Enno III della Frisia orientale           | Edzardo II della Frisia orientale  |  |  |       |  |  |                               |  |  |                                    |  |
|                                               |                                | Enno III della Frisia orientale           | Caterina Vasa                      |  |  |       |  |  |                               |  |  |                                    |  |
| Agnese della Frisia orientale                 |                                | Enno III della Frisia orientale           |                                    |  |  |       |  |  |                               |  |  |                                    |  |
|                                               |                                | Valpurga di Rietberg                      | Giovanni II di Rietberg            |  |  |       |  |  |                               |  |  |                                    |  |
|                                               |                                | Valpurga di Rietberg                      | Giovanni II di Rietberg            |  |  |       |  |  |                               |  |  |                                    |  |
|                                               |                                | Valpurga di Rietberg                      | Agnese di Bentheim-Steinfurt       |  |  |       |  |  |                               |  |  |                                    |  |
| Massimiliano del Liechtenstein                |                                | Valpurga di Rietberg                      |                                    |  |  |       |  |  |                               |  |  |                                    |  |
|                                               | Werner von Salm-Reifferscheidt | Johann IX zu Salm-Reifferscheid           |                                    |  |  |       |  |  |                               |  |  |                                    |  |
|                                               | Werner von Salm-Reifferscheidt | Johann IX zu Salm-Reifferscheid           |                                    |  |  |       |  |  |                               |  |  |                                    |  |
|                                               | Werner von Salm-Reifferscheidt | Elisabeth von Henneberg                   |                                    |  |  |       |  |  |                               |  |  |                                    |  |
| Ernst Friedrich zu Salm-Reifferscheidt        | Werner von Salm-Reifferscheidt |                                           |                                    |  |  |       |  |  |                               |  |  |                                    |  |
|                                               |                                | Anna Maria von Limburg                    | Georg von Limburg                  |  |  |       |  |  |                               |  |  |                                    |  |
|                                               |                                | Anna Maria von Limburg                    | Georg von Limburg                  |  |  |       |  |  |                               |  |  |                                    |  |
|                                               |                                | Anna Maria von Limburg                    | Ermgard van Wisch                  |  |  |       |  |  |                               |  |  |                                    |  |
| Sidonia Elisabetta di Salm-Reifferscheidt     |                                | Anna Maria von Limburg                    |                                    |  |  |       |  |  |                               |  |  |                                    |  |
|                                               |                                | Emich XI zu Leiningen-Dagsburg-Falkenburg | Emich X zu Leiningen-Hartenburg    |  |  |       |  |  |                               |  |  |                                    |  |
|                                               |                                | Emich XI zu Leiningen-Dagsburg-Falkenburg | Emich X zu Leiningen-Hartenburg    |  |  |       |  |  |                               |  |  |                                    |  |
|                                               |                                | Emich XI zu Leiningen-Dagsburg-Falkenburg | Katharina von Nassau-Saarbrücken   |  |  |       |  |  |                               |  |  |                                    |  |
| Maria Ursula zu Leiningen-Dagsburg-Falkenburg |                                | Emich XI zu Leiningen-Dagsburg-Falkenburg |                                    |  |  |       |  |  |                               |  |  |                                    |  |
|                                               |                                | Ursula von Fleckenstein                   | Georg I von Fleckenstein           |  |  |       |  |  |                               |  |  |                                    |  |
|                                               |                                | Ursula von Fleckenstein                   | Georg I von Fleckenstein           |  |  |       |  |  |                               |  |  |                                    |  |
|                                               |                                | Ursula von Fleckenstein                   | Johanna zu Salm-Kyrburg            |  |  |       |  |  |                               |  |  |                                    |  |
|                                               |                                | Ursula von Fleckenstein                   |                                    |  |  |       |  |  |                               |  |  |                                    |  |